# Le Médecin du château
Pour plus de détails, voir Fiche technique et Distribution.
Le Médecin du château est un film français réalisé par un inconnu, attribué parfois au réalisateur Ferdinand Zecca, sorti en 1908.
L'intérêt de ce film réside dans l'une des premières apparitions au cinéma d'un accessoire qui deviendra par la suite incontournable dans les récits : le téléphone, qu'à cette époque de nombreuses personnes n'avaient encore jamais utilisé, voire jamais vu. Un autre film produit par Pathé Frères, réalisé par Lucien Nonguet en 1906, Terrible angoisse, en est sans doute la première apparition. Les deux films sont inspirés par la pièce Au téléphone, écrite par André de Lorde et Charles Foleÿ, représentée en 1901 au théâtre Antoine.

## Synopsis
Des voyous discutent à la terrasse d'un bistrot en buvant une bière. L'un d'eux exhibe devant l'autre le texte d'un télégraphe, soi-disant envoyé par le châtelain du pays, qu'ils vont ensuite expédier. Au domicile du médecin, un porteur livre le télégramme. Le médecin enfile son pardessus, met son chapeau et embrasse tendrement son fils et son épouse. Il rejoint le château et s'enquiert de la santé du plus jeune des fils du châtelain qui s'étonne et lui certifie que ses enfants se portent à merveille. Pendant ce temps, les voyous assomment la servante et veulent s'emparer de l'épouse et de son fils qui se réfugient dans le cabinet du médecin, fermant la porte. Sur le bureau, un téléphone. La femme appelle. Au château, un domestique annonce une communication téléphonique à l'intention du médecin. Celui-ci apprend ainsi le danger que court sa famille. Avec son chauffeur, il fonce vers son domicile, récupère au passage deux gendarmes. Pendant ce temps, les voleurs ont forcé la porte et menacent l'épouse avec leurs revolvers. C'est alors que le médecin, son chauffeur et les deux gendarmes surgissent dans la pièce et désarment les deux malfrats qui sont entraînés à l'extérieur, les mains entravées.

## Fiche technique
- Titre : Le Médecin du château
- Réalisation : inconnue
- Production : Pathé Frères
- Durée : 6 minutes
- Format : 35 mm, noir et blanc, muet
- Pays :  France

## Distribution
- Comédiens inconnus

## Analyse
« Tous les cadrages du film sont larges, à l'exception de la conversation au téléphone, car le cinéaste a choisi de se rapprocher des personnages, de faire des plans mi-moyens, car il lui semblait nécessaire de bien montrer un appareil nouveau, le téléphone, très peu répandu à l’époque sauf dans les milieux aisés. Avec un plan large, en pied, qui était l’habitude, le public aurait été frustré du spectacle de cette drôle de machine dans laquelle le médecin et son épouse peuvent s’époumoner à crier dans le silence du cinéma muet, et sans ce rapprochement, les spectateurs n’auraient peut-être même pas compris ce que faisaient les personnages. »